# Hippadenella inerma
Hippadenella inerma är en mossdjursart som först beskrevs av Calvet 1909.  Hippadenella inerma ingår i släktet Hippadenella, ordningen Cheilostomatida, klassen Gymnolaemata, fylumet mossdjur och riket djur. Inga underarter finns listade i Catalogue of Life.